# Ctenotus pallescens
Ctenotus pallescens är en ödleart som beskrevs av  Storr 1970. Ctenotus pallescens ingår i släktet Ctenotus och familjen skinkar. Inga underarter finns listade i Catalogue of Life.